# 1921年逝世人物列表
1921年逝世人物列表：1月 - 2月 - 3月 - 4月 - 5月 - 6月 - 7月 - 8月 - 9月 - 10月 - 11月 - 12月
下面是1921年逝世的知名人士列表。

## 1-2月

### 1月1日
- 西奧博爾德·馮·貝特曼·霍爾維格，德國第五任總理

### 1月12日
- 格瓦斯·埃爾維斯，英國男高音

### 1月18日
- 阿道夫·冯·希尔德布兰，德國雕塑家

### 1月23日
- 海因里希·威廉·戈特弗裡德·馮·瓦爾代爾-哈茨，德國解剖學家

### 1月25日
- 威廉·汤普森·塞奇威克，美國教師、流行病學家和細菌學家

### 1月27日
- 賈斯蒂尼亞諾·博爾戈尼奧，秘魯第37任總理

### 1月29日
- H.G.豪根，挪威出生的美國鐵路公司，銀行業高管

### 2月2日
- 安德里亞·卡洛·法拉利，義大利天主教紅衣主教和祝福
- 安東尼奧·雅各森，美國航海藝術家

### 2月8日
- 老喬治·福爾比，英國藝人（肺結核）[1]
- 彼得·阿列克谢耶维奇·克鲁泡特金，俄國無政府主義者[2]

### 2月17日
- 威廉·奥德林，英国化学家

### 2月22日
- 恩斯特·金特，什勒斯維希-霍爾斯坦公爵

### 2月26日
- 卡爾·門格爾，奧地利經濟學家

### 2月27日
- 斯科菲爾德·海格，英國板球運動員

## 3-4月

### 3月1日
- 黑山尼古拉一世，流亡國王[3]

### 3月2日
- 查普·克拉克，美國政治家

### 3月3日
- 奧古斯特·梅西耶，法國將軍、政治家

### 3月8日
- 爱德华多·达托，西班牙政治家，3次西班牙首相[4]

### 3月15日
- 塔拉特帕夏，奧斯曼土耳其統治者，亞美尼亞種族滅絕的發起者（被暗殺）

### 3月22日
- 愛德華·西奧多·康普頓，英德畫家和登山家

### 3月29日
- 约翰·巴勒斯，美國博物學家、散文家

### 4月1日
- 埃德蒙·波埃，英國海軍上將

### 4月2日
- 查理斯·布萊克德，英國將軍

### 4月4日
- 詹姆斯·鐘斯，美國馬車夫和傑斐遜·大衛斯的機密信使，後來成為北卡羅來納州當地公職人員[5]

### 4月11日
- 什勒斯維希-霍爾斯坦的奧古斯塔·維多利亞，德國末代皇后，德國皇帝威廉二世的妻子[6]

### 4月17日
- 曼維爾·迪梅奇，馬爾他哲學家、社會改革家

### 4月20日
- 托尼·杰克逊，美國爵士音樂家[7]

### 4月24日
- 沃靈頓·巴登-鮑威爾，英國海軍部律師

### 4月29日
- 亞瑟·莫爾德，英國板球運動員[8]

## 5-6月

### 5月5日
- 阿尔弗雷德·赫尔曼·弗里德，奧地利作家、和平主義者和諾貝爾和平獎獲得者

### 5月9日
- 威廉·亨利·張伯林，美國哲學家

### 5月12日
- 梅爾維爾·麥克納頓，英國警官
- 艾米莉亞·帕爾多·巴讚，西班牙作家[9]
- 魯道夫·斯托格-施泰納·馮·施泰因施泰滕，奧匈帝國將軍和政治家

### 5月19日
- 爱德华·道格拉斯·怀特，美國第9任首席大法官
- 邁克爾·盧韋林·大衛斯，彼得潘書中的“迷失男孩”之一

### 5月25日
- 埃米尔·孔布，法國政治家，法國第69任總理
- 亞瑟·威爾遜，英國海軍上將

### 5月29日
- 尤西米奧斯，希臘東正教主教和聖人。

### 6月1日
- A.C.傑克遜，非裔美國外科醫生[10]

### 6月5日
- 乔治·费多，法國劇作家

### 6月11日
- 喬治亞宗主教列昂尼德

### 6月14日
- 周務學，中華民國少將

### 6月18日
- 愛德華多·阿塞維多·迪亞斯，烏拉圭作家[11]
- 阿卜杜勒·阿瓦勒·賈恩普里，印度伊斯蘭學者和作家[12]

### 6月28日
- 約克·彼得羅夫，馬其頓人，保加利亞革命者（遇刺身亡）

### 6月29日
- 倫道夫·邱吉爾夫人，温斯顿·丘吉尔的母親[13]
- 奧托·塞克，德國古典歷史學家

## 7-8月

### 7月1日
- 莫裡斯·拜盧德，法國將軍

### 7月3日
- 菲利普王子，薩克森-科堡-哥達王朝的成員

### 7月13日
- 加布里埃尔·李普曼，盧森堡-法國物理學家、學者和諾貝爾獎獲得者

### 7月26日
- 霍華德·弗農，澳大利亞演員

### 8月2日
- 恩里科·卡盧梭，義大利男高音

### 8月7日
- 亚历山大·勃洛克，俄羅斯詩人

### 8月8日
- 尤哈尼·阿霍，芬蘭作家和記者[14]
- 瑪麗亞·安娜·羅莎·凱亞尼，義大利羅馬天主教修女和祝福

### 8月16日
- 彼得一世，南斯拉夫國王

### 8月26日
- 馬蒂亞斯·埃爾茨伯格，德國政治家（遇刺身亡）[15]
- 桑多爾·韋克勒，3次匈牙利總理

### 8月31日
- 卡爾·馮·比洛，德國陸軍元帥[16]

## 9-10月

### 9月7日
- 瑪麗亞·安吉拉·皮科，義大利羅馬天主教宗教人士

### 9月9日
- 弗吉尼亞·拉普，美國模特、女演員

### 9月10日
- 約翰·滕戈·賈巴武，南非第一家科薩報紙的編輯

### 9月11日
- 第一代米爾福德黑文侯爵路易·亞歷山大·蒙巴頓，英國海軍軍官，德國王子
- 蘇布拉馬尼亞巴拉蒂，泰米爾詩人

### 9月22日
- 伊凡·伐佐夫，保加利亞詩人

### 9月27日
- 恩格尔贝特·洪佩尔丁克，德國作曲家

### 10月1日
- 朱利葉斯·馮·漢恩，奧地利氣象學家

### 10月2日
- 威廉二世，符騰堡國王

### 10月12日
- 菲兰德·C·诺克斯，美國政治家[17]

### 10月15日
- 哈伊达尔·汗·阿穆奥克，伊朗革命者

### 10月17日
- 亞阿·阿桑特瓦，Asante 戰士女王

### 10月18日
- 路德维希三世，巴伐利亞的最後一位國王[18]

### 10月21日
- 威廉·華萊士·沃瑟斯彭，美國將軍

### 10月23日
- 約翰·博伊德·鄧祿普，英國出生的愛爾蘭發明家、獸醫

### 10月25日
- 江湖奇士，美國槍手

### 10月27日
- 嚴復，中國「西學启蒙」思想家

### 10月28日
- 威廉·斯皮爾斯·布魯斯，英國海洋生物學家和南極探險家

## 11-12月

### 11月4日
- 原敬，日本政治家，日本第10任首相（遇刺身亡）

### 11月7日
- 彼得·康諾弗·海恩斯，美國陸軍少將，美國南北戰爭、美西戰爭和第一次世界大戰的老兵

### 11月12日
- 費爾南德·赫諾普夫，比利時畫家

### 11月13日
- 伊格納克·戈爾齊赫，匈牙利東方學家

### 11月14日
- 伊莎贝尔，巴西皇帝佩德羅二世的女兒

### 11月20日
- 克莉絲蒂娜·尼爾森，瑞典歌劇女高音

### 11月26日
- 埃米爾·卡泰哈克，法國史前學家[19]
- 查理斯·惠特萊西，美國陸軍軍官，第一次世界大戰中“失落營”指揮官（自殺）

### 11月27日
- 道格拉斯·卡梅倫，加拿大政治家，曼尼托巴省副州長

### 11月28日
- 阿博都巴哈，巴哈伊信仰領袖[20]

### 11月29日
- 第一代斯蒂芬山男爵喬治·斯蒂芬，加拿大商人

### 11月30日
- 瑪德琳·佈雷斯，法國醫生
- 赫尔曼·施瓦茨，德國數學家[21]

### 12月10日
- 喬治·阿什林，愛爾蘭建築師

### 12月12日
- 亨丽爱塔·斯万·勒维特，美國天文學家

### 12月16日
- 卡米耶·聖桑，法國作曲家

### 12月20日
- 漢斯·哈特維格·馮·貝塞勒，德國將軍
- 德米特裡·帕爾斯基，俄羅斯將軍
- 朱利葉斯·理查·佩特里，德國微生物學家

### 12月24日
- 三須宗太郎，日本海軍上將